# 스태튼아일랜드
스태튼아일랜드(Staten Island, 네덜란드어: Staaten Eylandt 스타턴 에일란트[*])는 미국 뉴욕주의 뉴욕에 속하는 구역으로 도시의 5개 자치구 중 하나를 형성한다. 도시의 남서부에 위치한 이 섬은 섬과 주의 남단에 컨퍼런스하우스 공원과 함께 도시와 주 양쪽의 가장 남부에 있다. 자치구는 아서힐과 킬밴컬에 의하여 뉴저지주로부터, 그리고 뉴욕만에 의하여 뉴욕의 나머지로부터 갈라졌다.  2015년 미국 인구조사국에 의하면 474,558명의 인구가 거주하며 자치구들 중에 가장 적은 인구이나 지역에서는 세 번째로 면적이 크다. 자치구는 리치먼드군과 공동 확장이며 1975년까지 리치먼드 자치구였다. 스태튼아일랜드는 도시 정부에 의하여 무시를 당한 느낌이 드는 주민들에 의하여 어쩌다 "잊혀진 자치구"로 불려왔다.
노스쇼어 - 특히 세인트조지, 톰킨스빌, 클리프턴과 스테이플턴의 이웃지역들은 다운타운 지역이며 빅토리아 왕조의 주택들이 있는 세인트조지 역사 구역과 세인트폴스 애비뉴-스테이플턴하이츠 역사 구역을 품고 있다. 이스트쇼어는 세계에서 네 번째로 가장 긴 2.5마일 (4km)의 F. D. R. 브로드워크의 고향이다. 17세기 네덜란드인과 프랑스 위그노들이 정착한 사우스쇼어는 1960년대 초창기와 1970년대에 빠르게 개발되었고, 현재 주로 교외 지역을 형성한다. 웨스트쇼어는 적은 인구를 가졌고 섬에서 가장 산업이 벌달해 있다.
대부분의 교통은 베라자노 내로스 교를 통하여 브루클린으로부터, 그리고 아우터브리지 크로싱, 가설스 교와 베이욘 교를 통하여 뉴저지주로부터 자치구에 도달할 수 있다.  스태튼아일랜드는 MTA 버스 노선과 세인트조지에서 페리 터미널로부터 토턴빌로 달리는 MTA 빠른 대중 교통 노선인 스태튼아일랜드 철도를 가지고 있다.  스태튼아일랜드는 뉴욕 지하철 시스템에 연결되지 않은 단 하나의 자치구이다.  자유스러운 스태튼아일랜드 페리는 자치구를 맨해튼으로 연결하고, 자유의 여신상, 엘리스섬과 로어 맨해튼의 광경들을 마련하는 인기있는 관광객의 목적지이다.
스태튼아일랜드는 2001년 911 테러 공격으로 무너진 세계무역센터건물로부터 나온 폐기물을 처리하기위해 일시적으로 재개장하였다. 2001년 폐쇄되기 전에 세계에서 가장 큰 매립지였던 프레쉬킬스 매립지가 있었다. 매립지는 이후 지역내 프레쉬킬스 공원으로 재개발되었고, 공원은 완공 후 뉴욕의 2번째로 가장 큰 공공 공원이 되었다.
뉴욕의 자치구 중 유일하게 주민 중 백인이 다수이며, 그 중에서도 이탈리아계와 아일랜드계가 많다. 뉴욕의 한적한 교외 중산층 거주지로 알려져 있다.
| 뉴욕의 다섯 개 자치구 도표 |          |                               |           |               |
| 영역                       | 영역     | 인구                          | 면적      | 면적          |
| 자치구                     | 군       | 2012년 7월 1일 인구 조사 기준 | 제곱 마일 | 제곱 킬로미터 |
| 맨해튼                     | 뉴욕     | 1,619,090                     | 23        | 59            |
| 브롱크스                   | 브롱크스 | 1,408,473                     | 42        | 109           |
| 브루클린                   | 킹스     | 2,565,635                     | 71        | 183           |
| 퀸스                       | 퀸스     | 2,272,771                     | 109       | 283           |
| 스태튼아일랜드             | 리치먼드 | 470,728                       | 58        | 151           |
| 뉴욕                       | 뉴욕     | 8,336,697                     | 303       | 786           |
| 뉴욕주                     | 뉴욕주   | 19,570,261                    | 47,214    | 122,284       |
| 출처: 미국 인구 조사국     |          |                               |           |               |

## 역사

### 인디언들의 세월

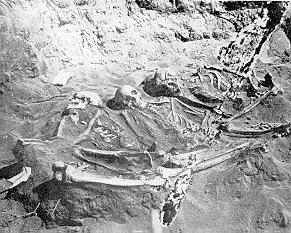
스태튼아일랜드에 있는 뉴욕에서 유럽인 정착 이전의 가장 큰 매장지로 알려진 레나페 매장지에서 발굴된 골격

북아메리카에서 거의 있었던 일로서 빙관의 후퇴 후에 빠르게 섬에서 인간의 거주가 공명하게 나타났다.  고고학자들은 대략 14,000년 전으로부터 클로비스 문화 활동의 연장 증거를 회수하였다.
섬은 아마 후에 버려졌을 것이며 가능적으로 섬에 큰 포유류들의 근절 때문일 것이다.  첫 영구적 아메리카 인디언의 정착들과 농업의 증거는 초기 고풍의 거주 증거들이 섬에 다수의 위치들에서 찾아졌어도 대략 5,000년 전으로부터 시작된 것으로 생각되었다.
로스빌 포인트들은 대략 기원전 1500년부터 100년까지 구시대로부터 초기 삼림 시대까지 거듭한 아메리카 인디언의 문화적 기간을 규정짓는 뚜렷한 화살촉 타입들이다.  그들은 구 로스빌 우체국 건물 근처에서 자신들이 처음으로 찾아진 스태튼아일랜드에 로스빌 구역의 이름을 딴 것이다.
유럽인의 접촉 당시에 섬은 레나페족의 우나미족 분할의 래리탄인 단체에 의하여 거주되었다.  알곤킨어파의 하나인 레나페어에서 스태튼아일랜드는 "나쁜 악의 장소까지"를 의미하는
"Aquehonga Manacknong" 혹은 "나쁜 숲"의 뜻을 가진 "Eghquhous"로 불렸다.  지역은 "레나페호킹"으로 알려진 레나페족의 고향 땅의 일부였다.  레나페족들은 영어로 "델라웨어강"으로 이름이 붙혀진 양쪽의 기슭에 자신들이 거주했기 때문에 후에 잉글랜드의 식민주의자들에 의하여 델라웨어족으로 불렸다.
섬은 오늘날 리치먼드 로드와 앰보이 로드의 코스 근처에 있는 봉우리의 남쪽을 따라간 것들 중의 하나인 아메리카 인디언들의 발 산책으로 묶여졌다.  레나페족들은 고정된 야영지들에서 살지 않았으나 계절적으로 이동하여 삭감 및 화상 농업을 사용하였다.  조개는 그들의 다이어트 필수품이었으며 오늘날 뉴욕 지방을 통하여 수로들에서 풍부한 동부 굴을 포함하였다.  그들의 거주의 흔적은 아직도 12 인치 (305mm)보다 더욱 큰 굴 껍질이 드물지 않은 토턴빌 구역에서 기슭을 따라 조개 더미들에서 보여질 수 있다.
오늘날 스태튼아일랜드의 토턴빌 구역인 허세한 래리탄베이에 레나페족의 매장지 (오늘날 워즈포인트)는 뉴욕에서 가장 큰 유럽인 정착 이전의 매장지이다.  시체들은 1858년부터 매장지에서 발굴되었다고 보고되었다.  현장에서 안치된 발굴된 시체들을 포함한 독립적인 연구를 수행한 후, 민족학자이자 고고학자 조지 H. 페퍼는 미국 자연사 박물관에 의하여 지불된 워즈포인트에서 고고학 연구를 수행하는 데 1895년 계약되었다.

### 유럽인의 정착

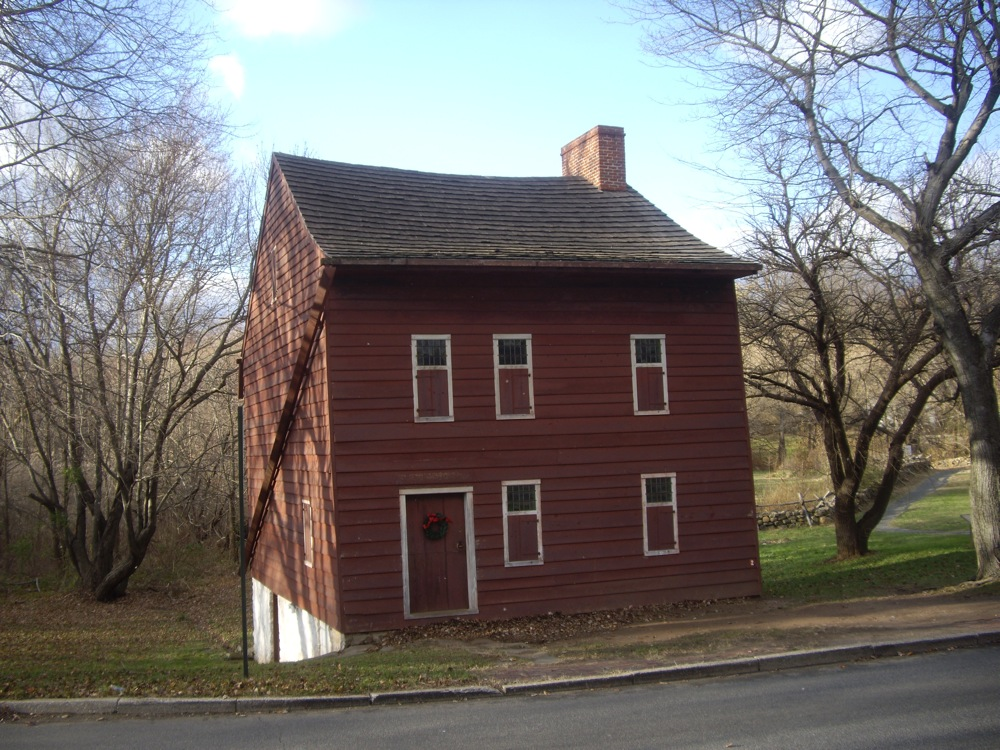
보얼레저르 하위스 (앞 독자의 집) (1696년 경에 창설)

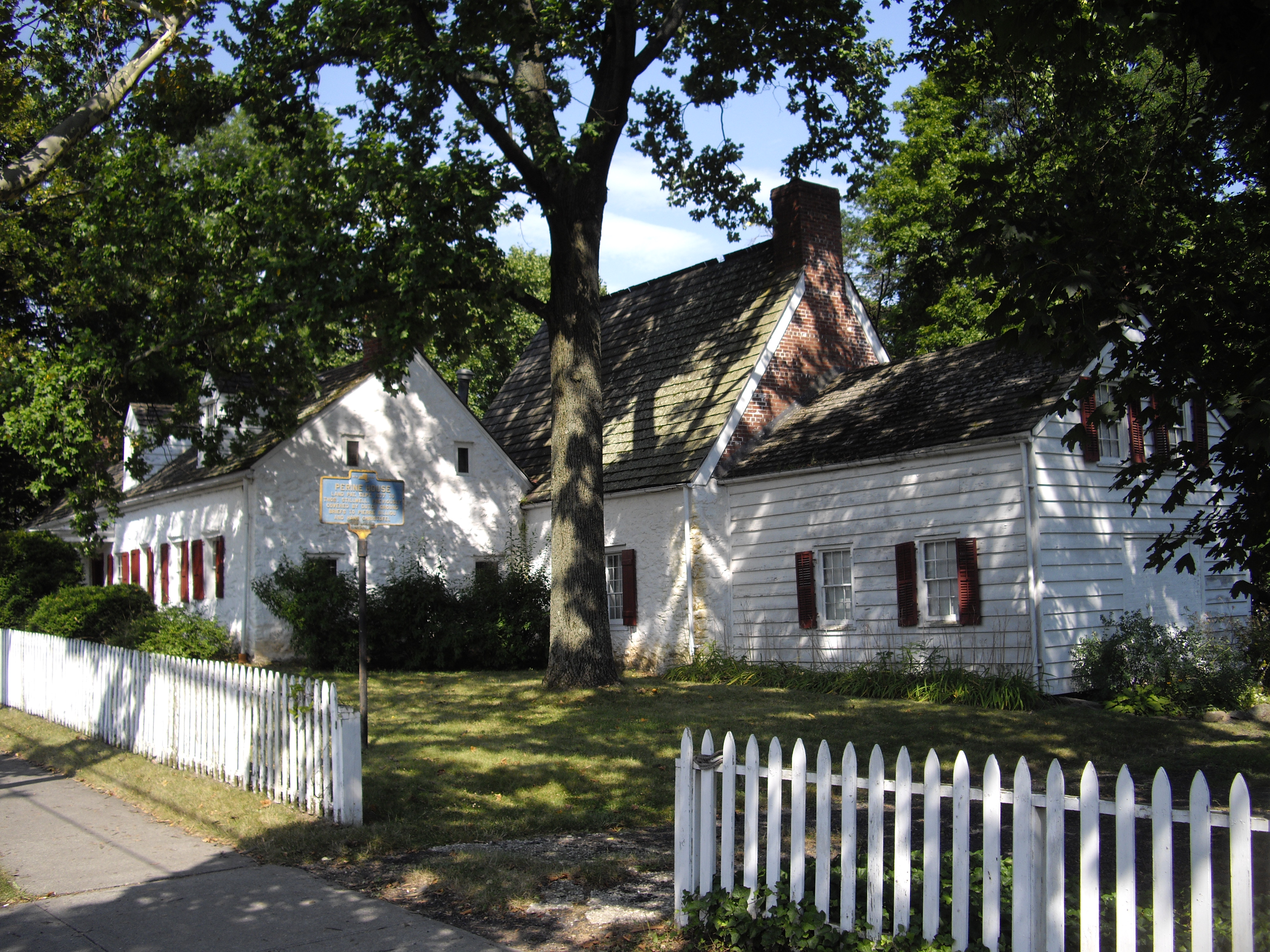
스태튼아일랜드에서 오래된 주택 빌리우-스틸웰-페린 하우스

섬과 처음으로 기록된 유럽인의 접촉은 프랑스의 프랑수아 1세를 대표하여 원래 르아브르에서 출발한 라 도핀 호를 타고 내로스 해협을 거쳐 항해한 이탈리아의 탐험가 조반니 다 베라차노에 의하여 1520년이었다.
1609년 네덜란드 공화국을 위하여 항해한 잉글랜드의 탐험가 헨리 허드슨은 할버 만 호를 타며 뉴욕만의 상부로 들어갔다.  네덜란드인들은 아직도 "스타턴헤너랄"로 알려진 네덜란드 의회의 영예에 "스타턴에일란트" (네덜란드어: Staaten Eyland)로 섬의 이름을 지었다.
뉴네덜란드 식민지의 첫 영구적 네덜란드인 정착은 10년간의 세월 이전보다 더욱 교역지로서 자신들이 이용한 1624년 거버너스섬에 만들어졌다.  1626년 식민지는 뉴네덜란드의 수도로서 새롭게 지정된 맨해튼 섬으로 옮겨졌다.
네덜란드는 수많은 10년간의 세월동안 스타턴에일란트에 영구적 정착지를 설립하지 않았다.  1639년부터 1655년까지 코르넬리스 멜린과 다비트 더 프리스는 섬에 영구적 정착지를 설립하는 데 3개의 별도의 시도들을 이루었으나 각각의 때마다 정착지는 네덜란드인과 지방적 종족들 사이에 분쟁들에서 파괴되었다.  1661년 첫 영구적 네덜란드의 정착지는 네덜란드인, 왈롱인과 프랑스 위그노 가족들의 작은 단체에 의하여 사우스비치 근처 내로스 해협의 겨우 남쪽에 있는 우더도르프 (네덜란드어: Oude Dorp, "낡은 마을"의 뜻)에 설립되었다.  개신교도들이었던 많은 프랑스 위그노들은 프랑스에서 종교 전쟁으로부터 피난민들로서 네덜란드로 갔으며, 그중 어떤이들은 뉴네덜란드로 이민을 가는 데 가입하였다.  우더도르프의 마지막 자취는 오늘날 올드타운 로드에 인접한 올드타운의 이웃의 이름이다.

### 리치먼드 군
1667년 제2차 영국-네덜란드 전쟁의 말기에 네덜란드인들은 브레다 조약에서 뉴네덜란드를 잉글랜드에 양도하였고, 스타턴에일란트가 영어로 "스태튼아일랜드"로 되면서 뉴욕의 새로운 잉글랜드 식민지의 일부가 되었다.
1670년 아메리카 인디언들은 프랜시스 러블레이스 총독에게 행동으로 잉글랜드인들에게 스태튼아일랜드를 양도하는 모든 주장에 귀를 기울였다.  1671년 네덜란드인 정착지들의 확장에 장려하는 명령에서 잉글랜드인들은 올드타운으로 알려진 우더도르프를 부활시켜 남쪽으로 기슭을 따라 대지들을 확장시켰다.  이 대지들은 첫째로 네덜란드인 가족들에 의하여 정착되었고, 후에 영어로 "뉴도프"로 된 니우버도르프 (네덜란드어: Niewe Dorp)로 알려지게 되었다.
왕립해군에서 두드러진 복무를 한 많은 세월 후에 크리스토퍼 빌롭 대위는 보병 일단의 책임에 아메리카로 건너왔다.  이어진 해에 그는 자신이 땅의 932 에이커스 (3.8km2)를 위하여 특허가 받아진 스태튼아일랜드에 정착하였다.  자주 반복되지만 부정확 한 이야기의 한 버전에 의하면 빌롭 대위의 선박 조종술은 스태튼아일랜드를 뉴저지에게 보다는 뉴욕으로 확보하였으며 만약 대위가 한번 주항한다면 (사실상 이루어졌음) 섬이 뉴욕에 속할 것이었다.  마이클 블룸버그 시장은 2007년 2월 20일 브루클린에서 열린 뉴스 회의에서 그것을 참조하여 신화를 영속시켰다.
1683년 뉴욕 식민지는 10개의 군들로 갈라졌다.  이 과정의 일부로서 몇몇의 이웃하는 섬들은 물론 스태튼아일랜드는 "리치먼드군"으로 지정되었다.  그 이름은 찰스 2세의 사생아 제1대 리치먼드 백작 찰스 레녹스의 칭호로부터 파생되었다.
1687년과 1688년 잉글랜드인들은 섬을 자연적인 특징을 바탕으로 4개의 행정 구역들로 나누었는 데 북부, 남부와 서부의 구역들과 더불어 "로드십" 혹은 "매너오브캐슬타운"으로 알려진 북동부 언덕에서 식민지 총독 토머스 돈건의 5,100 에이커 (21km2) 영지이다.  이 구역들은 후에 캐슬턴, 노스필드, 사우스필드와 웨스트필드의 4개의 타운들로 전개되었다.  1698년 인구는 727명이었다.
정부는 해안선과 내부의 수로들을 따라 가장 바람직한 땅들과 함께 80 에이커 (320,000m²)의 직사각형 블록에 토지 특허를 승인하였다.  1708년까지 전체의 섬은 이 유행에서 나누어져 왔으며 166개의 작은 농장들과 2개의 큰 영지들 - 돈건 사유지와 빌롭 대위에게 속하는 섬의 남서부 첨단에 1600 에이커 (6.5km2) 구획의 토지를 창조하였다.
1729년 군의 소재지는 섬의 중심 근처에 프레쉬킬스의 원류에 위치한 리치먼드 타운의 마을에서 설립되었다.

### 18세기와 미국 독립 전쟁

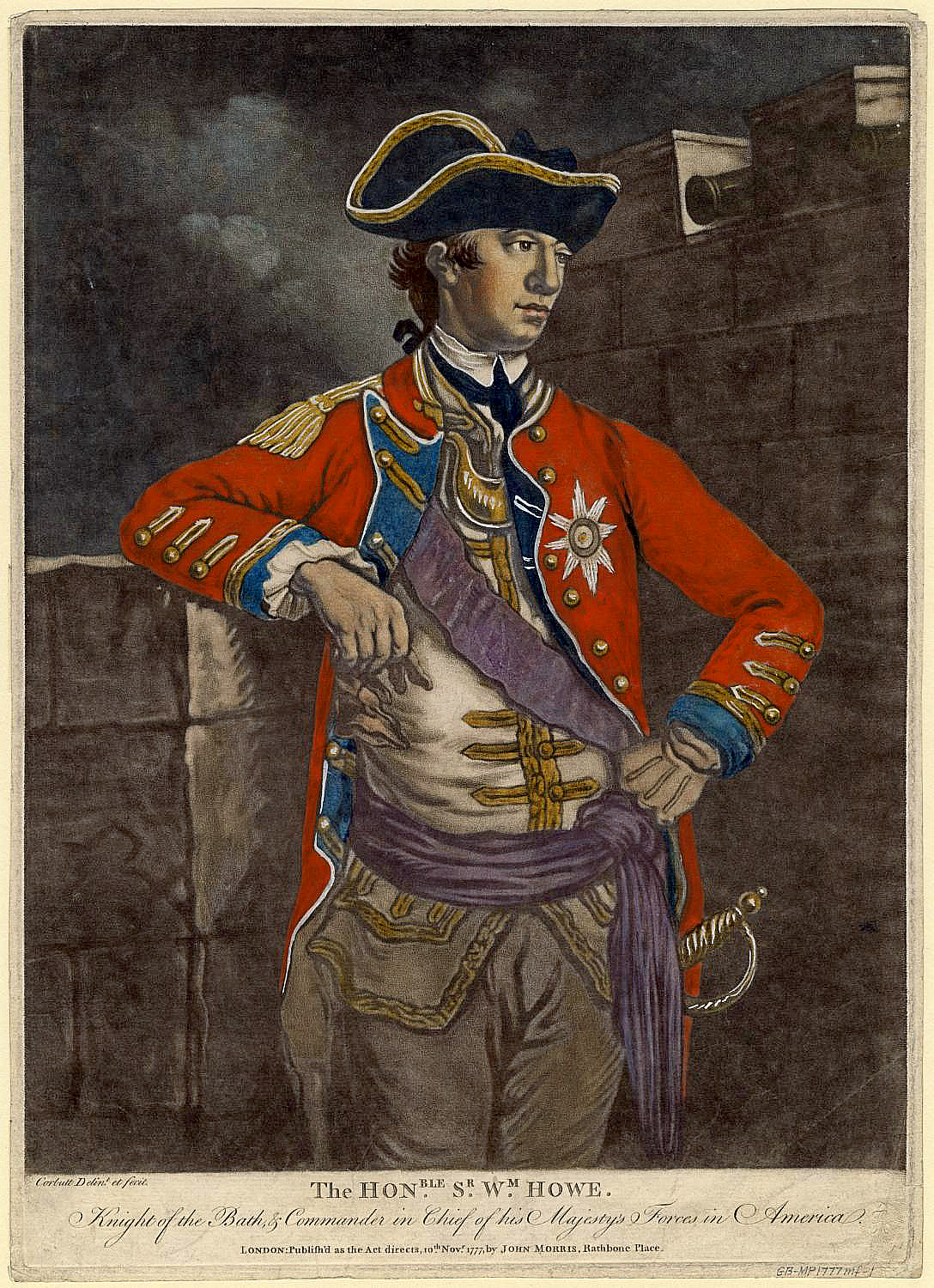
윌리엄 하우 경

섬은 미국 독립 전쟁에 중요한 역할을 하였다.  1776년 3월 17일 하우 경 아래 영국군은 보스턴을 철수하고 노바스코샤 핼리팩스를 위하여 항해하였다.  핼리팩스로부터 하우는 당시 맨해튼 섬의 남부 끝의 전체에 존재한 뉴욕을 공격하는 데 준비하였다.  조지 워싱턴 장군은 영국군의 공격 예상에서 뉴욕으로 전체의 대륙군을 이끌었다.  하우 경은 침입을 위한 계획의 근거로서 스태튼아일랜드의 전력적 위치를 이용하였다.
1776년의 여름에 140 척의 영국 군함들이 도착하였고, 뉴욕항으로 입구에서 스태튼아일랜드의 기슭들에 닻을 내렸다.  영국군들과 헤센의 용병들은 대략 30,000명이나 되었다.  하우 경은 오늘날 뉴드롭레인과 리치먼드로드의 교차점 근처에 로즈앤드크라운 테이번에서 뉴도프에 자신의 본부를 설립하였다.  더기서 영국 정부의 대표들은 보고적으로 독립 선언의 첫 공고를 받았다.

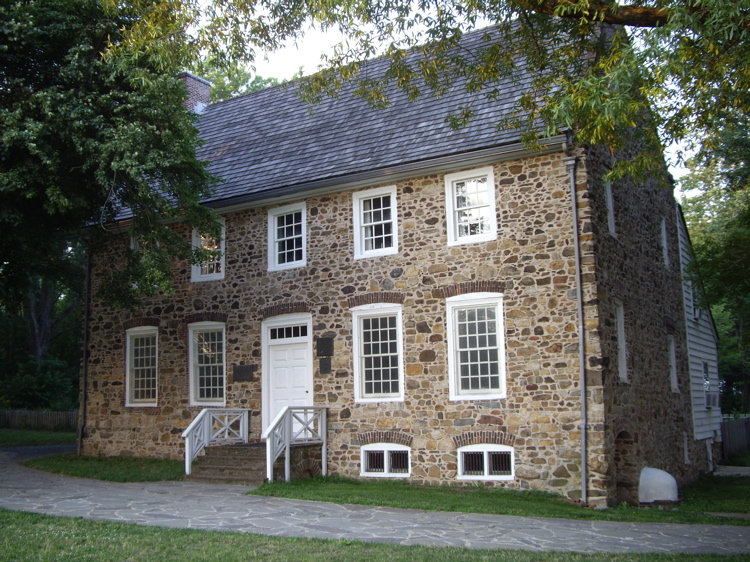
토턴빌에 있는 회의실

그해 8월 영국군은 브루클린으로 내로스 해협을 건너 롱아일랜드 전투에서 대륙군의 측면을 포위하여 짧은 후에 항구의 영국 통치와 뉴욕의 포획에 결과를 가져왔다.  3주 후에 9월 11일 하위 경은 힐롭 선장의 전 사유지에 섬의 남서부 첨단 (오늘날 토턴빌)에 있는 회의실에서 벤저민 프랭클린, 에드워드 러틀리지와 존 애덤스로 이루어진 미국인들의 대표단을 받았다.  하지만 미국인들은 독립 선언 철회를 위한 교환에서 하위 경으로부터 평화의 제공을 거부하였고, 회의는 동의 없이 끝났다.
1777년 8월 22일 스태튼아일랜드 전투는 영국군과 다른 대륙군 일단들을 옆으로 대고 싸운 캐나다군 제2연대의 몇몇 부대 일단들 사이에 일어났다.  양쪽이 포로들로서 100명 이상의 군인들을 항복하였어도 전투는 결정적이지 않았다.  대륙군은 결국 물러났다.
1780년 초순 킬밴컬이 잔인한 겨울의 이유로 꽁꽁 얼은 동안 스털링 경은 스태튼아일랜드의 서부 기슭에 뉴저지로부터 비성공적인 애국적 급습을 이끌었다.  그 일은 영국군 사령관인 제1대 헤이스팅스 후작 프랜시스 에드워드 로던에 의한 군인들에 의하여 부분적으로 격퇴되었다.
영국군은 전쟁의 나머지를 위하여 스태튼아일랜드에 남아있었다.  영국군의 점령 후에 대부분의 애국자들이 달아났고, 남아있던 이들의 의견은 주로 왕당파였다.  비록 그렇다 하더라도 섬의 주민들은 군인들을 성원하는 데 요구들이 무겁다는 것을 찾았다.  불스헤드 같은 이웃들에 영국군은 본부들을 간직하였다.  많은 건물과 교회들이 그들의 용구들을 위하여 파괴되었고, 자원을 위한 군사의 요구는 전쟁의 말기에 광범위한 탈산림화에 결과를 가져왔다.  영국군은 1783년 12월 5일 뉴욕의 그 최종적 철수를 위하여 수송의 근거로서 섬을 다시 이용하기 시작하였다.  그들이 떠난 후, 큰 수의 왕당파 지주들은 캐나다로 달아났고, 그들의 사유지들은 세분되어 팔렸다.

### 19세기

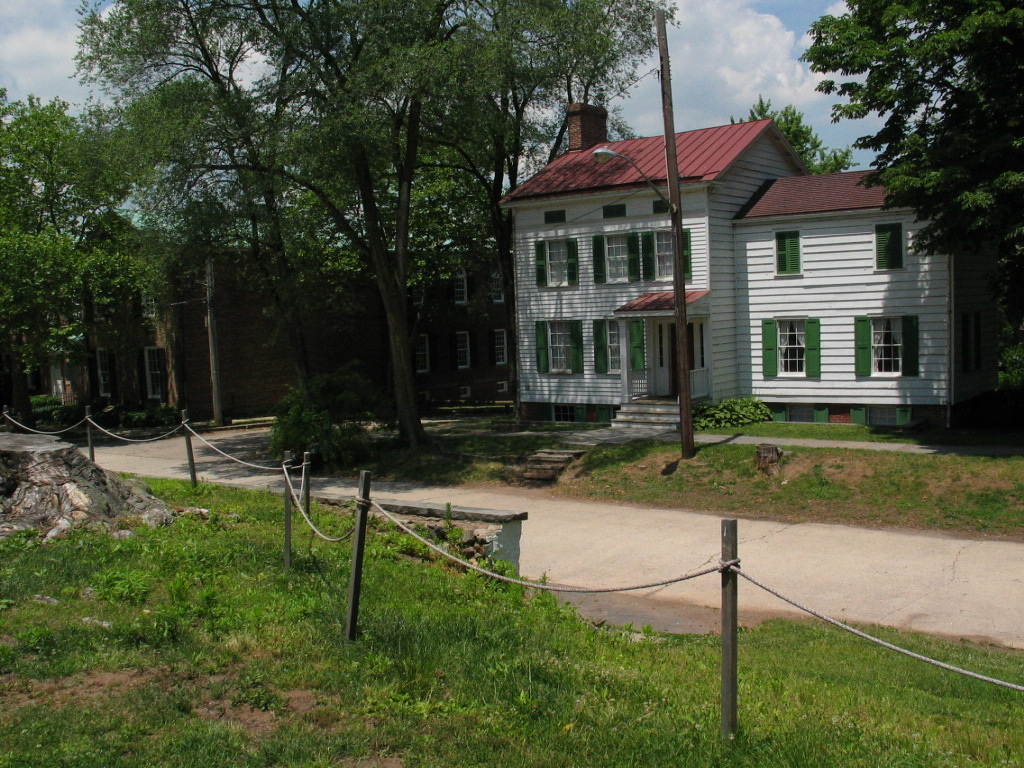
스태튼아일랜드 중심에 위치한 역사적 리치먼드 타운 박물관

1827년 7월 4일 뉴욕주에서 노예제의 종말은 웨스트브라이튼에 있는 스원 호텔에서 축제가 벌여졌다.  호텔의 방들은 지방적 노예폐지론자들과 현저한 자유 흑인들이 축제를 준비하면서 몇달간 미리 예약되었다.  연설, 야외극, 피크닉과 불꽃들이 이틀 동안 지속된 축제에 특정을 지었다.
1860년 칼스턴과 사우스필드의 일부들이 새로운 타운 미들타운으로 만들어졌다.  캐슬턴 타운에서 뉴브라이튼 빌리지는 1866년에 통합되었고, 1872년 뉴브라이튼 빌리지는 캐슬턴 타운의 나머지를 합병하여 타운과 함께 확실해졌다.
회의실은 1680년 크리스토퍼 빌롭 대위에 의하여 지어졌다.  이 그랜드스톤 영지는 아서킬과 뉴저지주 퍼스앰보이를 바라본다.  그의 손자 크리스토퍼 빌롭 대령은 아메리카 대륙에서 영국군의 우두머리 리처드 하우 제독에 의하여 차지될 때 그 집을 소유하였다.

### 뉴욕과 합병

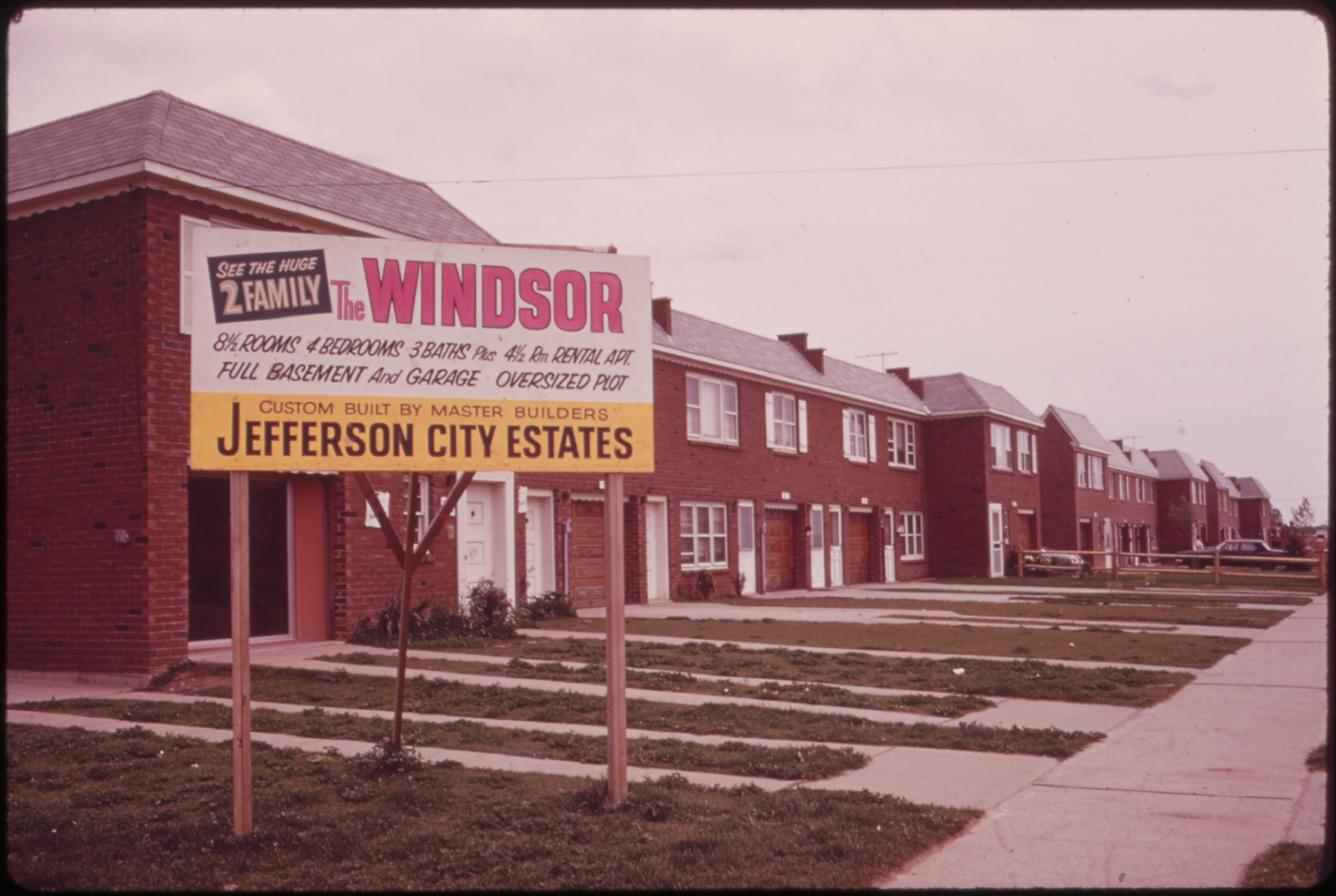
1973년 스태튼아일랜드에 새 주택 공급의 모습

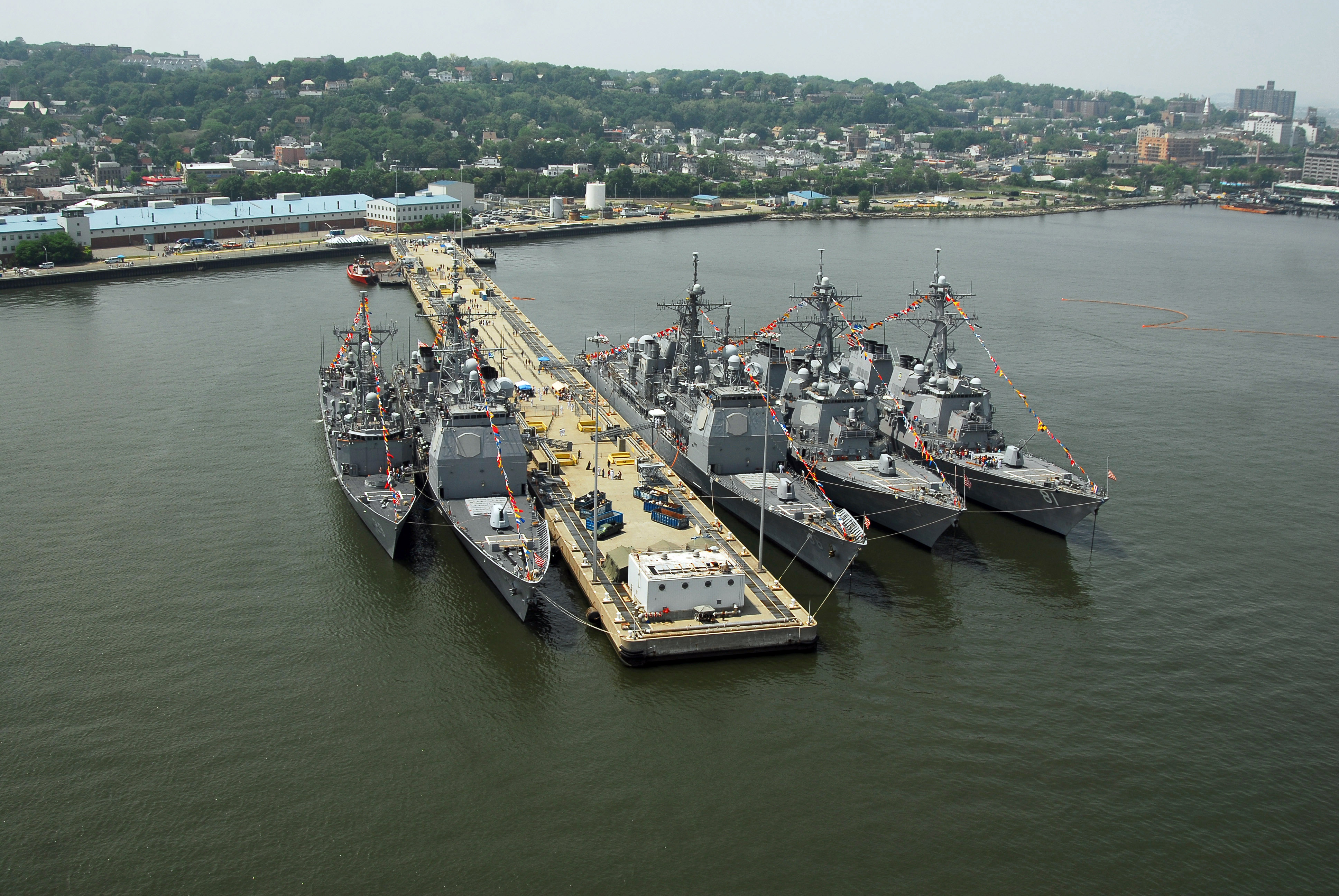
2007년 함대의 한주 동안 본 항구 부두에 묶여진 미국 해군의 함선들

리치먼드 군이 확장된 도시의 5개 자치구들의 하나가 되면서 스태튼아일랜드의 타운들은 뉴욕 시의 합병과 함께 해체되었다.  1898년 뉴욕 시로 병합되었어도 스태튼아일랜드의 카운티 보안관은 뉴욕 교정국으로 차츰 감옥들의 통제를 옮긴 다른 자치구들의 보안관들과 달리 감옥 시스템의 통제를 유지하였다.  감옥 시스템은 1942년 1월 1일까지 통제를 옮겨지지 않았다.  수많은 세월 후에 스태튼아일랜드는 뉴욕 교정국의 주요 억류소들과 함께 하지 않은 (그리고 아직도) 단 하나의 자치구가 되었다.  교정국은 법원에 참석하는 동거인들을 위하여 스태튼아일랜드에 3채의 법원 건물들에서 법원 보유 감옥들 만을 유지한다.  스태튼아일랜드에 다양한 경찰 기관들은 다른 차지구에서 교정 감옥으로 옮기는 데 앞서 체포 구금 이후를 위하여 사내 보유 감옥들을 유지한다.
다른 3개의 스태튼아일랜드 다리들과 더불어 베라자노 내로스 교의 건설은 뉴저지주로부터 브루클린, 맨해튼과 롱아일랜드에 더욱 멀리 동부 지역들로 여행하는 데 통근자들과 관광객들을 위하여 새로운 길을 창조하였다.  다리들 사이에 달리는 고속도로 네트워크는 효과적으로 스태튼아일랜드의 많은 옛 이웃들을 새겼다.
다리는 주거와 상업 개발, 특히 크게 개발되어 오지 않은 자치구의 중부와 남부 지역들로 자치구의 많은 지역들을 열었다.
스태튼아일랜드의 인구는 1960년 대략 221,000명에서 2000년 대략 443,000명으로 2배로 늘어났다.
1980년대를 통하여 꾸준히 인기가 증가한 도시로부터 분리하는 운동이 데이비드 딘킨스의 시장 재임 기간 동안 그 절정에 도달하였다.  1993년 국민투표에서 65%가 분리하는 데 투표하였으나 이행은 뉴욕주 회의에 의하여 막아졌다.
1980년대에 미국 해군은 뉴욕 해군 기지로 불린 스태튼아일랜드에 기지를 두었다.  그 해군 기지는 2개의 부분을 가졌는 데 스테이플턴에 전략 모항과 베라자노 내로스 교가 섬으로 들어가는 포트워즈워스 근처에 큰 부분이다.  기지는 그 작은 규모와 거기에 기초 인원의 비용 때문에 기지의 조종과 폐쇄를 통하여 1994년 폐문하였다.  그 일은 2009년의 예상 원료 날짜와 함께 소유권이 다목적 이용의 해안가 이웃들로 전환할 것으로 공고되었다.
프레쉬킬스와 그 지류들은 지방에서 가장 큰 조수 습지 생태계의 일부이다.  그 지류와 습지들은 뉴욕 환경보존부에 의하여 중요한 해안 물고기와 야생 동물 서식지를 지정하여 왔다.  1947년 "일시적인 매립"으로서 프레쉬킬스를 따라 열린 프레쉬킬스 매립은 뉴욕을 위하여 쓰레기 창고였다.  한번 세계에서 가장 큰 인공 구조였던 그 매립은 2001년에 폐업하였으나 그해 911 테러 공격에 이어 그라운드 제로로부터 파편을 위하여 잠시 재개장하였다.  그 곳은 공원으로 변화되는 것이다.  뉴욕의 공원들은 2009년 5월 전 매립에 프레쉬킬스 공원 계획을 위하여 최종 일반 환경 영향 진술을 완성하여 발표하였다.  공원을 위한 계획들은 새들의 둥지 섬, 공공 도로, 산책로와 축구와 야구의 구장들과 5,000개 의석의 경기장을 포함한다.
오늘날 도입종에 의하여 지배된 지역들은 물론, 담수와 조수의 습지, 들판, 자작 나무 덤불과 해안 오크 해상 숲들은 프레쉬킬스의 경계들 안에 전부 있다.  이미 프레쉬킬스의 많은 경치들은 360°, 언덕으로부터 넓은 수평선 광경들, 바닷물이 드나 드는 늪의 300 에이커 (1.2km2) 이상과 개울의 구불 구불한 네트워크와 함께 굉장한 아름다움을 가지고 있다.

## 지리
미국 인구조사국에 의하면 리치먼드 군은 58.5 스퀘어 마일 (152km2)이 대지이고, 44.0 스퀘어 마일 (114km2)이 물인 102.5 스퀘어 마일 (265km2)의 총 지역을 가졌다고 한다.  그 군은 대지 지역에 의하여 뉴욕주에서 3번째로 가장 작은 군이자 총 지역에 의하여 4번째로 가장 작다.
스태튼아일랜드는 지리적으로 뉴네덜란드에 의하여 정착된 처음으로 뉴저지주의 일부였다가 그러고나서 뉴욕주의 일부이다.  스태튼아일랜드는 내로스 해협에 의하여 롱아일랜드로부터, 아서킬과 킬밴컬에 의하여 뉴저지주 본토로부터 갈라졌다.  스태튼아일랜드는 뉴저지주와 롱아일랜드 사이의 해안선에 날카로운 뉴욕 만곡부의 중심에 위치해있다.  지방은 해수면 상승으로 취약한 것으로 숙고되었다.  2012년 10월 29일 섬은 허리케인 샌디가 일어난 동안 많은 주택들의 파괴와 더불어 엄한 손해와 생활의 상실을 경험하였다.
주요 섬에 추가로 자치구와 카운티는 또한 다음과 같은 몇몇의 작은 무인도들을 포함한다.
- 미도스 섬 (프레쉬킬스의 입구)

- 프롤스 섬 (아서킬)

- 슈터스 섬 (뉴어크 만;그 일부는 뉴저지주에 속함)

- 스윈번 섬 (로어 뉴욕만)

- 호프먼 섬 (로어 뉴욕만)

410 피트 (125m)의 높이로 섬에 최고점인 토트힐의 정상은 매사추세츠주에 그레이트블루힐의 대서양 해안 평야에 최고점과 메인주의 캠던힐스의 적절한 해안 남부에 최고점은 물론, 5개의 자치구들에서 최고점이기도 하다.
1960년대 후반에 섬은 오픈스페이스 보존의 중요한 싸움들의 현장이었으며 뉴욕에서 공원 용지의 가장 큰 지역과 삼림지의 산책로들과 함께 섬을 끄는 광범위한 그린벨트에 결과를 가져왔다.
스태튼아일랜드는 다른 자치구와 함께 대지의 경계를 나누지 않는 뉴욕에서 유일한 자치구이다.  자치구는 무인도 슈터스 섬에 뉴저지주 엘리자베스와 베이욘과 대지의 경계를 가지고 있다.

### 공원 용지들
스태튼아일랜드는 "그린벨트"와 "블루벨트" 공원 시스템들을 포함한 연방, 주립과 지방 공원의 수천 에이커와 나무가 우거진 지역들의 수백 에이커에 추가로 게이트웨이 국립 레이크레이션 지역을 포함한다.
스태튼아일랜드에 공원들은 다양한 주립, 연방과 지방 기관들에 의하여 경영된다.
26,000 에이커 (110km2) 게이트웨이 국립 레크리에이션 지역의 일부로 미국 국립 공원 서비스에 경영되고 미국 공원 경찰에 의하여 순찰되는 5개의 지대들은 다음과 같다. -
- 그레이트킬스 공원

- 밀러 필드

- 포트워즈워스

- 호프먼 섬

- 스와인번 섬

국립 공원 서비스는 또한 스태튼아일랜드의 대지들을 야생 생물 솔 트럭에 의하여 순찰하는 데 전임적 산불 소방수들을 유지하기도 한다.
뉴욕 주립 공원, 오락과 역사적 보존부에 의하여 경영되는 2개의 뉴욕 주립 공원은 다음과 같다. -
- 마운트로레토 유니크 에이리어

- 클레이핏 폰즈 보존 주립 공원

뉴욕주 공원 경찰관들은 이 공원들과 둘러싸는 거리들을 순찰한다.
주립 숲의 359 에이커 (145 헥타르), 주립 야생 생물 경영 지역과 습지들은 뉴욕 환경 보호부에 의하여 경영된다. -
- 세인트프랜시스 우들랜드

- 버틀러메이너 우즈

- 아던하이츠 우즈

- 토트힐 우즈

- 노스 마운트로레토 주립 숲

- 레몬 크리크 조수 습지 야생 생물 경영 지역

- 블로저스 습지 야생 생물 경영 지역

- 고설 폰드 습지

- 브리지크리크 조수 습지

- 올드플레이스크리크 조수 습지

- 오크우드비치 습지

- 섀로츠 해안선 자연 자원 지역

- 소밀크리크 습지

섬을 통한 뉴욕주 환경 보호부의 359 에이커 (145 헥타르) 대지는 뉴욕 주립 환경 보호부 경찰관들과 법률 집행과 화재 진압 이중 임무를 가진 뉴욕주 환경 보호부의 숲의 순찰관에 의하여 순찰된다.
뉴욕 공원 오락부는 다음을 포함한 156개의 공원들을 경영한다. -
- 컨퍼런스하우스 공원

- 윌로브룩 공원

- 그러니트빌쿼리 공원

- 실버레이크 공원

- 클로브레이크 공원

## 인구 통계
2010년 미국 인구조사국에서 2000년 조사 이래 5.6% 증가한 스태튼아일랜드에 468,730명의 주민들이 살고 있었다.  스태튼아일랜드는 비히스패닉의 백인 다수와 함께 한 단 하나의 자치구이다.  2010년 인구조사국에 의하면 인구의 64.0%가 비히스패닉 백인으로 1990년 79%에서 떨어졌으며, 10.6%는 흑인 혹은 아프리카계 미국인, 0.4%는 아메리카 인디언, 7.5%는 아시아인이다.  스태튼아일랜드 인구의 17.3%는 히스패닉 혹은 라티노 계통이었다.
2009년 대략 인구의 20.0%는 외국 출신이었고, 인구의 1.8%는 푸에르토리코, 미국의 섬 지역들 혹은 미국인 부모들에게 외부에서 태어났다.  일치하게 인구의 78.2%는 미국에서 태어났다.  5세 이상 인구의 대략 28.6%는 집안에서 영어보다 다른 언어를 썼으며 25세 이상 인구의 27.3%는 학사 학위를 가졌다.
2009년 미국 공동체 측량에 의하면 자치구의 인구는 75.5% 백인 (65.8% 비히스패닉), 10.2% 흑인 혹은 아프리카계 미국인 (9.6% 비히스패닉), 0.2% 인디언, 7.4% 아시아인이었다.  아무 인종의 히스패닉 혹은 라티노들은 인구의 15.9%를 차지하였다.
공동체 측량에 의하면 자치구의 10위 안에 드는 유럽인 계통들은 다음과 같다. - 
- 이탈리아계 - 33.7%

- 아일랜드계 - 14.2%

- 독일계 - 5.7%

- 러시아계 - 3.8%

- 폴란드계 - 3.4%

- 잉글랜드계 - 1.6%

- 우크라이나계 - 1.3%

- 노르웨이계 - 1.0%

- 그리스계 - 1.0%

- 프랑스계 - 0.9%

자치구는 미국에서 아무 카운티 중 이탈리아계 미국인의 가장 높은 비율을 가지고 있다.  2000년 인구 조사 이래 큰 러시아인 공동체가 스태튼아일랜드에 자라나 주로 로스빌, 사우스비치와 그레이트킬스 지역들에 있다.  주로 사우스비치와 미들랜드비치에 의미있는 폴란드인 공동체가 있고, 스태튼아일랜드에 큰 스리랑카인 공동체가 있으며 주로 세인트조지를 향하여 스태튼아일랜드의 북동부 첨단에 놓인 빅토리 불버드에 집중되어 있다.  스태튼아일랜드의 톰킨스빌 이웃에 리틀 스리랑카는 스리랑카 외부에서 가장 큰 스리랑카인 공동체들 중의 하나이다.  자치구는 치난테코어를 쓰는 멕시코계 미국인 공동체에게 고향이다.
자치구의 아프리카계 미국인과 히스패닉 주민들의 다양한 다수는 스태튼아일랜드 엑스프레스웨이 (혹은 인터스테이트 278)의 북부에 산다.  종교 조건에서 인구는 크게 로마 가톨릭이다.  또한 이집트 콥트교회 신도들의 수도 늘고 있다.
2009년 공동체 측량에 가구의 중간 소득은 55,039 달러였고, 가족의 중간 소득은 64,333 달러였다.  여성들을 위하여 35,914 달러에 대조하여 남성들은 50,081 달러의 중간 소득을 가졌다.  자치구를 위한 1인당 소득은 23,905 달러였다.  가족의 대략 7.9%와 인구의 10.0%는 빈곤선 아래에 있었으며, 18세 이하의 13.2%와 65세 혹은 이상의 9.9%를 포함하였다.

### 언어
2010년으로 봐서 5세와 그 연상의 스태튼아일랜드 주민들의 70.39% (306,310명)는 주요 언어로서 집안에서 영어를 쓰며, 10.02% (43,587명)는 스페인어, 3.14% (13,655명)는 러시아어, 3.11% (13,542명)는 이탈리아어, 2.39% (10,412명)는 중국어, 1.81% (7,867명)은 다른 인도-유럽어, 1.38% (5,990명)는 아랍어, 1.01% (4,390명)는 폴란드어, 0.88% (3,812명)는 한국어를 쓴다.  총계로 봐서 5세와 그 연상의 스태튼아일랜드 인구의 29.61% (128,827명)는 영어보다 모국어를 쓴 편이다.

## 관광
2009년 자치구장 제임스 몰리너로는 스태튼아일랜드에 관광업을 증가시키는 데 프로그램을 시작하였다.  그 프로그램의 맨 위는 새로운 웹사이트 visitstatenisland.com였다.
관광 프로그램은 또한 스태튼아일랜드의 목적지들, 오락과 식당들에 관한 발간하는 정보를 공급하는 터미널들에서 안내소들은 물론 스태튼아일랜드와 맨해튼의 화이트홀 페리 터미널 양쪽에서 방영된 "스태튼아일랜드 목적지들"을 포함한다.
세계의 가장 키가 큰 관람차들 중의 하나인 625 피트 (191m)의 뉴욕휠은 계획된 엠파이어아웃렛 소매점을 따라 세인트조지 이웃에 건설되는 것이다.  2012년 6월 처음으로 보고되고, 그해 9월 블룸버그 시장에 의하여 공고된 건설은 2014년 초기에 시작되는 것으로 기대되어 왔다.  완공은 2015년에 이루는 것으로 기대되어 왔으나 이 일은 몇번이나 연기되어 왔다.  2013년 4월 그 일은 2016년 7월 4일 예정으로 보고되었다.
스태튼아일랜드는 그 다수의 공원들 때문에 공원들의 자치구로 알려졌으며 어떤 잘 알려진 공원들은 클로브레이크스, 실버레이크, 그린벨트와 하이록이다.  스태튼아일랜드의 화려한 포인트들을 보는 데 거대한 광경은 로버트 모지스가 고속도로를 건설하길 원했던 산이었으나 항의들이 이 합의를 철회하였고 지금은 관광객들을 위하여 스태튼아일랜드의 주요 포인트이다.

## 문화

### 예술을 위한 지방적 성원

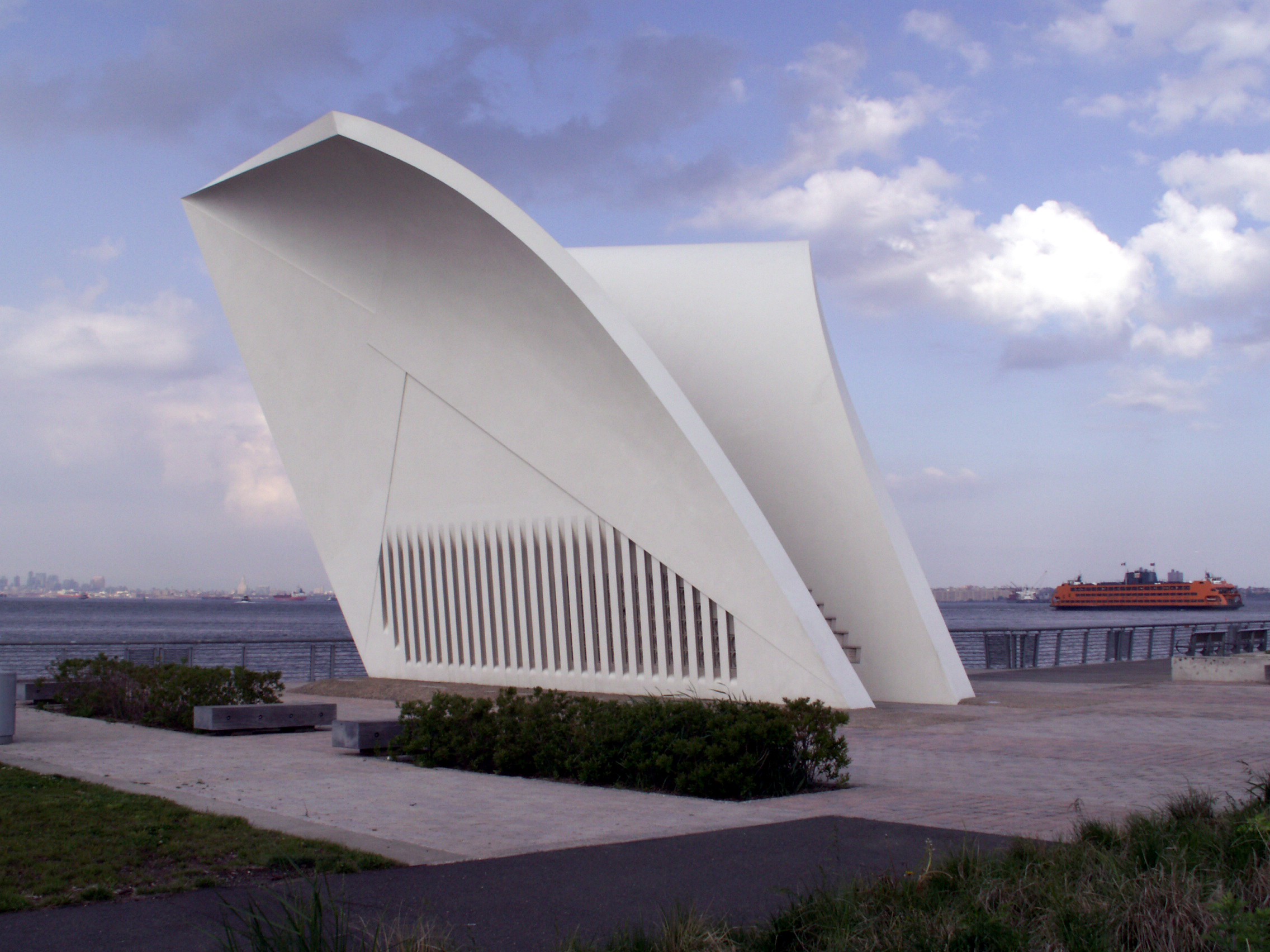
9/11 기념 포스트카드 상

화가와 음악가들이 스태튼아일랜드의 노스쇼어로 이주하여 그들이 맨해튼으로 가까이 할 수 있으나 또한 살고 일을 하는 데 적당한 공간을 충분히 가지기도 하였다.  대부분이 독립적으로 일을 한 영화 제작자들도 또한 지방 정부에 의하여 인정을 받아온 스태튼아일랜드의 예술 장면에 중요한 역할을 한다.  스태튼아일랜드 미술관은 자치구의 지방 미술 협의회이자 재교부, 연구 집회, 민속적 생활과 미술 교육 프로그램들, 그리고 주창과 함께 지방 화가들과 문화적 기구들을 성원하는 도움을 준다.  광범위하고 다양한 청중에게 독립적과 국제적 영화들을 소개하는 데 스태튼아일랜드 경제 개발 자치제에 의하여 이해된 스태튼아일랜드 영화제는 2006년 그 첫 4일간 축제를 개최하였다.

### 목적지들
역사적 리치먼드 타운은 뉴욕의 존재하는 역사적 마일과 박물관이다.  방문객들은 미국인들의 여러 가지 경험, 특히 식민지 기간부터 오늘날까지 스태튼아일랜드와 그 이웃하는 공동체들의 경험을 탐험할 수 있다.  마을 지역은 주택, 상업과 시민 건물들, 그리고 박물관을 포함한 대략 15개의 복원된 건물들과 함께 100 에이커 (0.40km2) 대지의 25 에이커 (100,000m²)를 영유한다.
섬은 다시 갈은 곤충의 전시와 새로운 회전목마와 표범 엔클로저를 꾸미는 진행에서 최근에 개장한 스태튼아일랜드 동물원의 본거지이다.  동물원 건설은 뉴욕에 기꺼이 한 8 에이커 (3 헥타르)에 연방 정부의 업무 프로그램에 일부로서 1933년에 시작되었다.  그 동물원은 구체적으로 특별히 교육 명령에 전념된 미국에서 첫 동물원으로 1936년 6월 10일에 개장하였다.  스태튼아일랜드 동물원은 미국에서 일어나는 데 알려진 32종의 다양한 방울뱀들을 전시하는 데 첫 동물원이기도 하였다.  1960년대 후반에 동물원은 39종의 다양함과 함께 세계에서 방울뱀 수집을 가장 많이 완료한 것으로 남았다.

### 박물관들

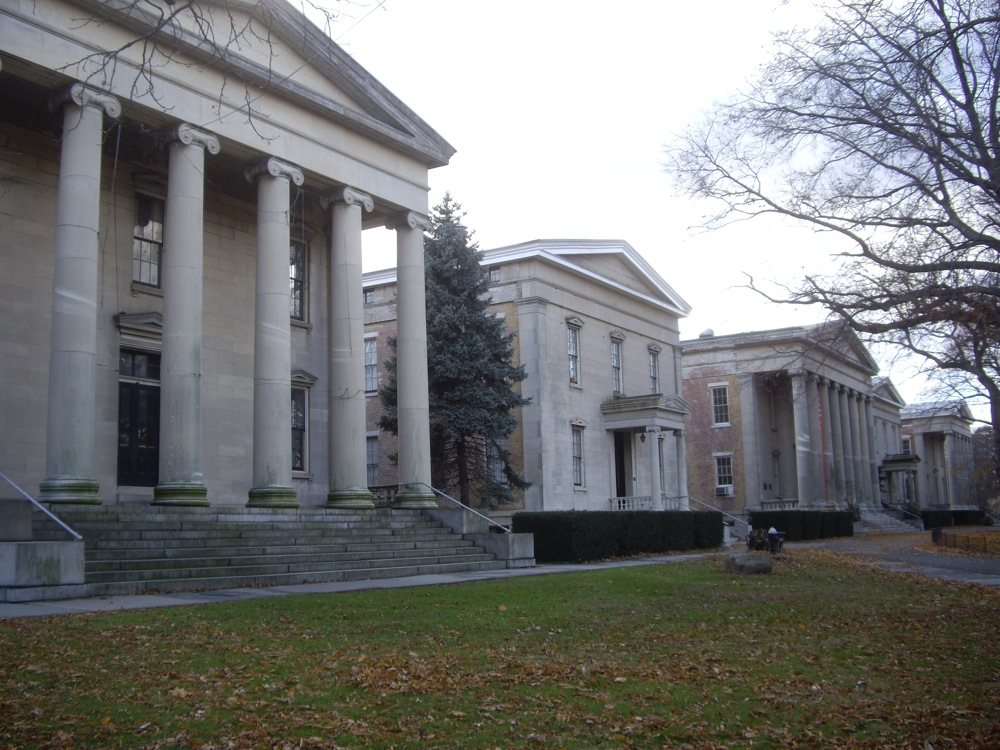
세일러스 스너그 하버

스너그 하버 문화 센터, 앨리스 오스턴 하우스 박물관, 회의실, 가리발디-메우치 박물관, 역사적 리치먼드 타운, 자크 마르셰 티벳 미술 박물관, 고귀한 해상 수집, 샌디 그라운드 역사 박물관, 스태튼아일랜드 어린이 박물관, 스태튼아일랜드 박물관과 스태튼아일랜드 식물원 등이 섬에서 찾아진다.
국립 등대 박물관이 최근에 주요 모금 프로젝트를 수행하여 2012년에 개장하였고 스태튼아일랜드 박물관 (예술, 과학과 역사)는 2014년까지 스너그하버에서 새로운 지점을 여는 데 계획하고 있다.

### 정기 간행물
스태튼아일랜드의 지방 신문은 "스태튼아일랜드 애드번스"이다.  신문은 또한 silve.com으로 불린 제휴 웹사이트를 가지고 있다.

## 교통

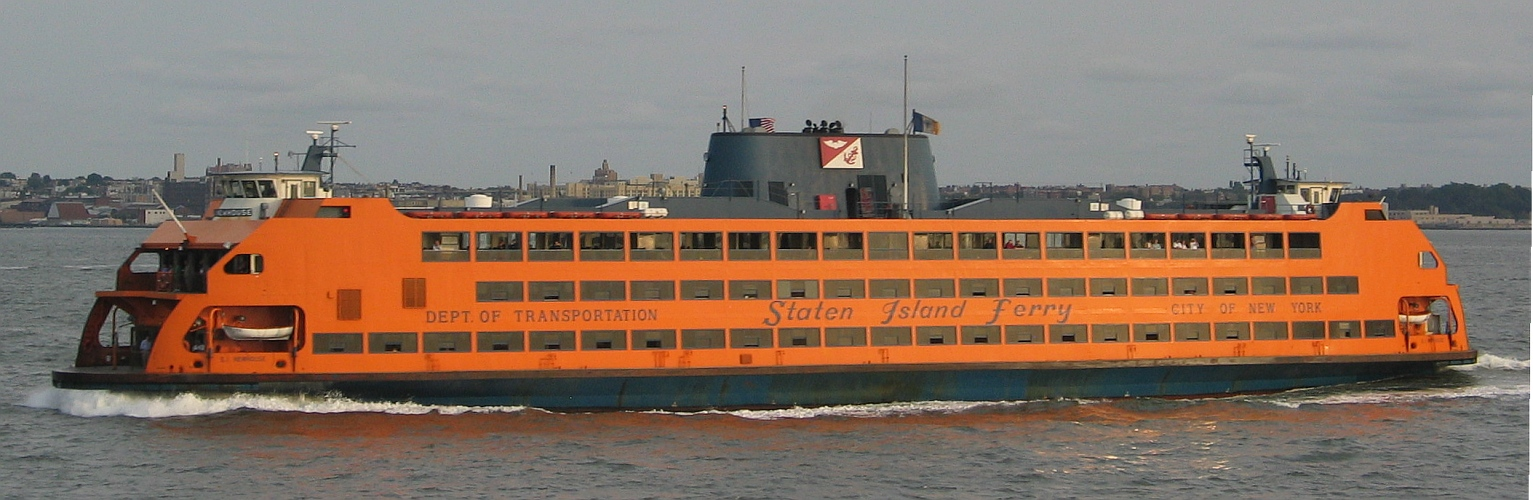
스태튼아일랜드 연락선은 로어 맨해튼과 세인트조지 페리 터미널 사이에 여행을 마련한다.

스태튼아일랜드는 3개의 차량 다리들과 하나의 철도 다리를 통하여 뉴저지주로 연결된다.  뉴저지주 퍼스앰보이로 아우터브리지 크로싱은 440번 도로의 남부 끝에 있고, 뉴저지주의 저지시티로 연결되는 베이욘 교는 440번 도로의 북부 끝에 있다.  뉴저지 턴파이크로부터 I-278을 이용하는 고설 교는 뉴저지주 엘리자베스에서 스태튼아일랜드 엑스프레스웨이로 연결한다.  어소칼 수직 리프트 철교는 섬의 북서부 부분과 뉴저지주 엘리자베스 사이에 화물을 나른다.  스태튼아일랜드는 I-278을 이용하는 베라자노 내로스 교를 통하여 브루클린으로 연갈된다.  한번 브루클린에서 I-278은 고워너스 엑스프레스웨이가 되었고, 그러고나서 브루클린 퀸스 엑스프레스웨이가 되어 다양한 터널과 다리들을 통하여 맨해튼으로 접근을 마련한다.  스태튼아일랜드로 단 하나의 보행자 링크는 베이욘 교에 보도를 통해서이다.
4개의 자치구들과 달리, 그러나 많은 외곽들처럼 스태튼아일랜드는 크지 않고 다수의 그리드 시스템을 가지고 있다.  뉴도프의 그리드는 몇몇의 번짓수 거리들이 있으나 그 거리들은 아무 번짓수의 애비뉴들과 교차하지 않는다.  하지만 어떤 이웃들은 그들의 거리 이름들을 알파벳 순서로 결성한다.
한 포인트에 스태튼아일랜드는 동시에 세계에서 가장 긴 수직 리프트 다리, 강철 아치의 다리와 현수교에 본거지이며, 각각 아서킬 수직 리프트 철교, 베이욘 교과 베라자노 내로스 교이다.  베이욘과 베라자조 다리들이 현재 자신들의 각각 분야들에서 4번째와 8번째로 가장 긴 동안 아서킬 다리는 아직도 가장 긴 수직 리프트 다리를 위한 타이틀을 보유하고 있다.
스태튼아일랜드는 자치구 가구들 전부의 81.6%에 의하여 얻어진 자동차 소유권과 함께 뉴욕에서 아무 다른 자치구보다 1인당 더 많은 자동차들을 가지고 있다.  도시 전체로 봐서 자동차 소유율은 45%이다.

### 대중 교통
스태튼아일랜드에 대중 교통은 다음과 같은 곳으로 제한되었다. -
- 뉴욕 교통부 (스태튼아일랜드 연락선)

- MTA 지방 버스 운영 (스태튼아일랜드에 지방 서비스와 맨해튼으로 특급 서비스)

- 세인트조지부터 토턴빌까지 스태튼아일랜드 철도 시스템

### 연락선
스태튼아일랜드 연락선은 스태튼아일랜드부터 맨해튼으로 단 하나의 직행 교통 조직으로 여행은 대략 25분 걸린다.  1950년에 건설된 세인트조지 페리 터미널은 최근에 1억 3천 달러의 수리에 들어갔고, 현재 항구와 오고 있는 연락선들의 파노라마 광경을 위하여 바닥에서 천장까지 유리를 나타낸다.  5대의 보트들을 이용하는 동안 연락선은 매주 평일 109 마일, 매일 24시간 동안, 그리고 3대의 보트들을 이용하는 동안 토요일에 75회, 매주 일요일에 68회 동안 뉴욕항을 가로지르는 25분 여행을 이룬다.  뉴욕주 교통부의 치안관들은 뉴욕경찰국과 페리 터미널을 순찰하는 미국 해안경비대와 함께 결합에 있다.

### 철도

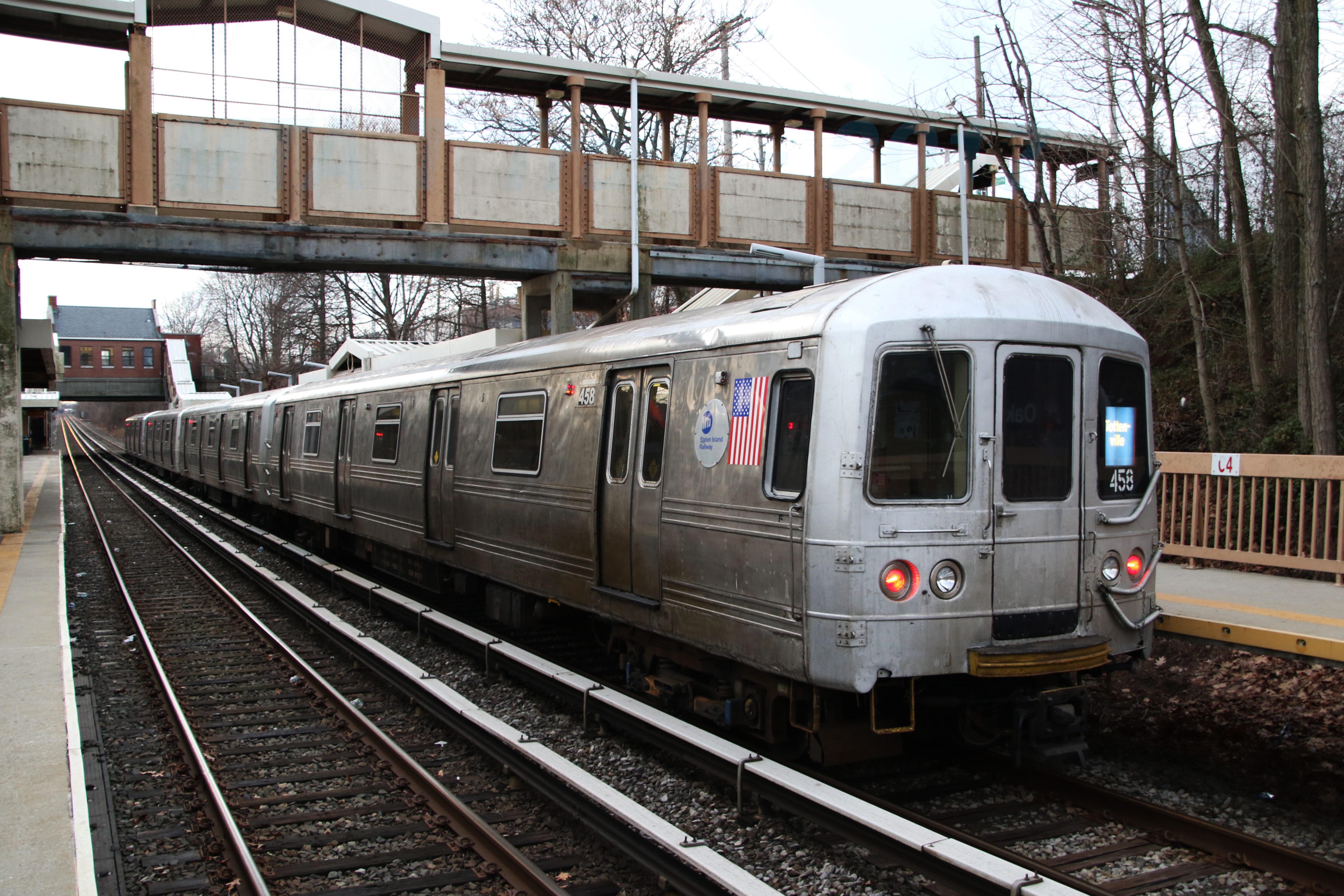
리치먼드/앰보이 로드 회랑을 따라 운영되는 스태튼아일랜드 철도

스태튼아일랜드 철도는 섬의 북동부 첨단에서 남서부 첨단으로 섬을 횡단한다.  스태튼아일랜드 철도는 1860년 4월 23일에 개장하여 철도선이 메트로폴리탄 트랜스포테이션 오소리티에 의하여 매입된 1971년 7월 1일까지 볼티모어 앤드 오하이오 철도에 의하여 운영되었다.  스태튼아일랜드 철도는 25명의 철도 경찰들이 메트로폴리탄 트랜스포테이션 오소리티 경찰로 합병되었던 2005년까지 그 소유의 철도 경찰 - 스태튼아일랜드 래피트 트랜짓 경찰을 지속적으로 가졌다.  MTA 경찰관들은 섬의 단 하나의 승객 철도를 순찰한다.  스태튼아일랜드는 1920년대에 건설 중에 스태튼아일랜드 터널이 버려지면서 뉴욕 지하철에 의하여 시중들지 않는 단 하나의 자치구이다.  그 터널은 브루클린에 있는 아울스헤드 공원 아래 잠들어 있다.  이를테면 엑스프레스 버스 서비스는 로어와 미드타운 맨해튼으로 스태튼 아일랜드를 통하여 뉴욕 트랜짓에 의하여 마련되었다.
도로의 5 마일 오른쪽은 스태튼아일랜드의 북부 기슭을 따라 존재한다.  철도선은 1953년 3월 31일까지 승객 서비스를 위하여 선을 이용한 볼티모어 앤드 오하이오 철도에 의하여 지어지고, 소유되고 운영되었다.  그 철도는 그러고나서 화물 서비스가 멈춰진 1980년대까지 볼티모어 앤드 오하이오 철도 화물선이 되었다.  철도선으로서 승객 서비스 혹은 간선급행버스체계로서 사용을 위하야 스태튼아일랜드 철도의 버려진 노스쇼어 지점을 소생하라는 제안이 있었다.  또한 닥터 마틴 루서 킹 엑스프레스웨이, 스태튼아일랜드 엑스프레스웨이와 웨스트쇼어 엑스프레스웨이의 중심에 웨스트쇼어 경편 철도를 세우자는 제안이 있기도 하여 스태튼아일랜드의 리치먼드밸리를 스태튼아일랜드 철도의 주요 선과 함께 지속적으로 연결하였다.  사우스비치로 여름 휴가객들을 수송한 사우스비치 지점도 또한 1953년 3월 31일 서비스를 중단하였다.

### 버스
MTA 버스 운영들은 스태튼아일랜드를 통하여 30개 이상의 버스선들과 함께 지방적 그리고 제한된 버스 서비스를 마련한다.  대부분의 버스선들은 자치구의 북동부 모퉁이에 있는 세인트조지 페리 터미널로 들어가는 데 공급된다.  3개의 버스선들 (S53, S93, S79 SBS)은 브루클린의 베이리지로 베라자노 내로스 교에 서비스를 마련한다.  S79 SBS 노선은 다른 버스 서비스 노선들의 오프보드 요금 지불 특성을 나타내지 않아도 자치구에서 처음으로 선발된 버스 서비스의 항로이다.  2007년 9월 4일에 시작된 메트로폴리탄 트랜스포테이션 오소리티는 S89 한정된 버스를 통하여 베이욘 교에 스태튼아일랜드부터 뉴저지주 베이욘으로 버스 서비스를 제공하여 허드슨-버겐 라이트 경편 철도의 34번지 역으로 연결하는 데 승객들을 허용하여 스태튼아일랜드의 주민들에게 맨해튼으로 새로운 항로를 마련하였다.  뉴저지주로 스태튼아일랜드의 근접에 불구하고, 두드러지게 그 것은 대중 교통을 통하여 섬으로부터 뉴저지주로 직접 들어하는 단 하나의 항로이다.
베라자노 내로스 교와 고워너스 엑스프레스웨이를 통하여 맨해튼으로 고속버스 서비스는 또한 각각의 방향에 7 달러 요금을 위하여 유용하다.  X1, X10과 X17은 러시아워의 외부로 달리는 데 단 3개의 노선들이다.  2012년 9월 30일 X17은 일요일 서비스를 받았고, 또한 그 지역에서 X28의 감소를 위하여 보상하는 데 베이리지에서 멈추기도 한다.  2013년 1월 X1은 24/7 허비스를 받는데 첫 고속버스 항로가 되었다.

### 화물 열차
CSX 교통은 뉴저지주로 아서킬 철교를 통하여 내셔널 철도 시스템으로 연결하는 스태튼아일랜드의 남부 끝에 38 에이거 (15 헥타르)의 복합 운송 도킹 철도 시설과 함께 트래비스 브랜치를 통하여 클래스 I 단선 화물 열차 서비스를 운영한다.  복합 운송 도킹 철도 야드에 추가로 CSX 스태튼아일랜드 철도선은 또한 공중 위생부의 쓰레기 이동 역으로 연결된다.  CSX 철도 경찰관들은 화물 철도선을 따라 순찰하고 비상 사태들로 응답하는 편이다.

## 같이 보기
- 뉴욕주의 군 목록